# Leucoptilum plaumanni
Leucoptilum plaumanni är en tvåvingeart som beskrevs av James 1943. Leucoptilum plaumanni ingår i släktet Leucoptilum och familjen vapenflugor. Inga underarter finns listade i Catalogue of Life.